# Dizimieu
Dizimieu est une commune française située dans le département de l'Isère, en région Auvergne-Rhône-Alpes.
Le château féodal de Dizimieu, datant du XIIIe siècle, est inscrit partiellement aux Monuments historiques et ses habitants se dénomment les Dizimolans.

## Géographie

### Situation et description
Dizimieu est un petit village, situé dans l'ancienne paroisse de la province royale du Dauphiné et plus précisément dans le Bas-Dauphiné,  dans l'actuel Nord-Isère, se trouve entre l'agglomération lyonnaise, à l'ouest, Bourgoin-Jallieu, au sud et Ambérieu-en-Bugey au nord, à 3,5 km, et jouxtant par l'ouest la cité médiévale de Crémieu.
Cette petite agglomération à l'aspect très nettement rural est constitué d'un bourg central isolé et de quelques hameaux épars positionnés au cœur de la région naturelle de l'Isle Crémieu.
La mairie de Dizimieu est située (par la route) à 89 km de Grenoble, préfecture de l'Isère, à 45 km de Lyon, préfecture de la région Auvergne-Rhône-Alpes, à 347 km de Marseille et de la Méditerranée et à 497 km de Paris, capitale de la France.

### Communes limitrophes
Les communes limitrophes sont  Crémieu, Moras, Saint-Hilaire-de-Brens, Siccieu-Saint-Julien-et-Carisieu, Trept et Villemoirieu.
| Crémieu      | Siccieu-Saint-Julien-et-Carisieu |       |
| Villemoirieu | Dizimieu                         |       |
| Moras        | Saint-Hilaire-de-Brens           | Trept |

### Géologie et relief
Le plateau sur lequel se situe le village de Dizimieu est constitué de calcaires jurassiques et de moraines qui constituent en grande partie la surface du secteur géologique de l’île Crémieu avec, en outre, la présence d'une couverture rocheuse et de cavités propres à un relief karstique.

### Hydrologie

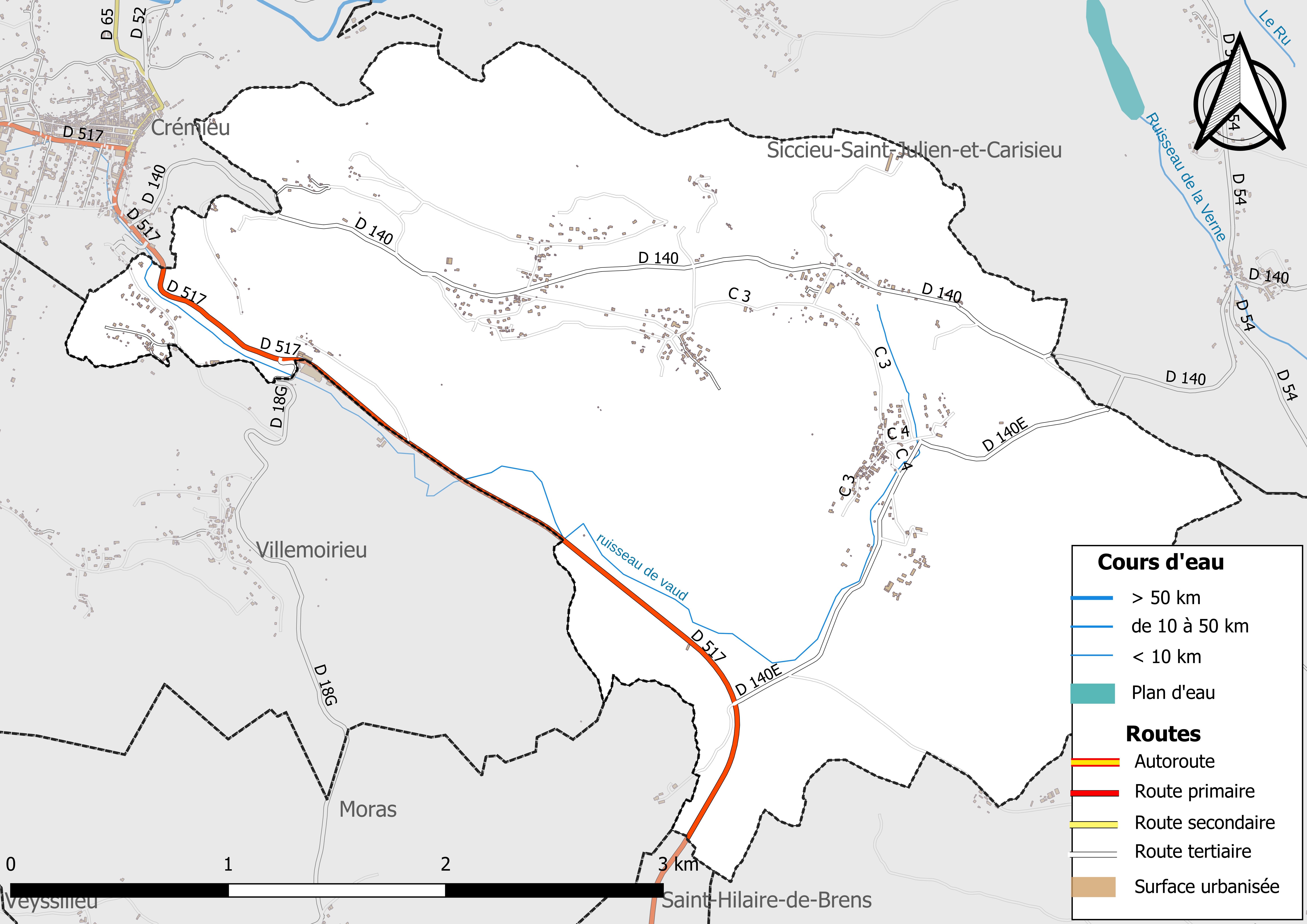
Carte des réseaux hydrographique et routier de la commune.

L'étang de Dizimieu est situé à proximité du bourg central. Son exutoire, le ruisseau de Vaud (ou ruisseau du Bourbou) est un affluent du Girondan, et donc un sous-affluent du fleuve le Rhône.

### Climat
Pour des articles plus généraux, voir Climat d'Auvergne-Rhône-Alpes et Climat de l'Isère.
En 2010, le climat de la commune est de type climat des marges montargnardes, selon une étude du Centre national de la recherche scientifique s'appuyant sur une série de données couvrant la période 1971-2000. En 2020, Météo-France publie une typologie des climats de la France métropolitaine dans laquelle la commune est exposée à un climat de montagne ou de marges de montagne et est dans une zone de transition entre les régions climatiques « Bourgogne, vallée de la Saône » et « Jura ».
Pour la période 1971-2000, la température annuelle moyenne est de 10,9 °C, avec une amplitude thermique annuelle de 17,6 °C. Le cumul annuel moyen de précipitations est de 1 188 mm, avec 10,2 jours de précipitations en janvier et 7,2 jours en juillet. Pour la période 1991-2020, la température moyenne annuelle observée sur la station météorologique de Météo-France la plus proche, « Bourgoin », sur la commune de Bourgoin-Jallieu à 14 km à vol d'oiseau, est de 12,4 °C et le cumul annuel moyen de précipitations est de 844,0 mm,. Pour l'avenir, les paramètres climatiques de la commune estimés pour 2050 selon différents scénarios d'émission de gaz à effet de serre sont consultables sur un site dédié publié par Météo-France en novembre 2022.

### Milieux naturels et biodiversité
La commune comprend une partie d'une zone naturelle d'intérêt écologique, faunistique et floristique (ZNIEFF)[Laquelle ?].

## Urbanisme

### Typologie
Au 1er janvier 2024, Dizimieu est catégorisée commune rurale à habitat dispersé, selon la nouvelle grille communale de densité à sept niveaux définie par l'Insee en 2022.
Elle est située hors unité urbaine. Par ailleurs la commune fait partie de l'aire d'attraction de Lyon, dont elle est une commune de la couronne,. Cette aire, qui regroupe 397 communes, est catégorisée dans les aires de 700 000 habitants ou plus (hors Paris),.

### Occupation des sols

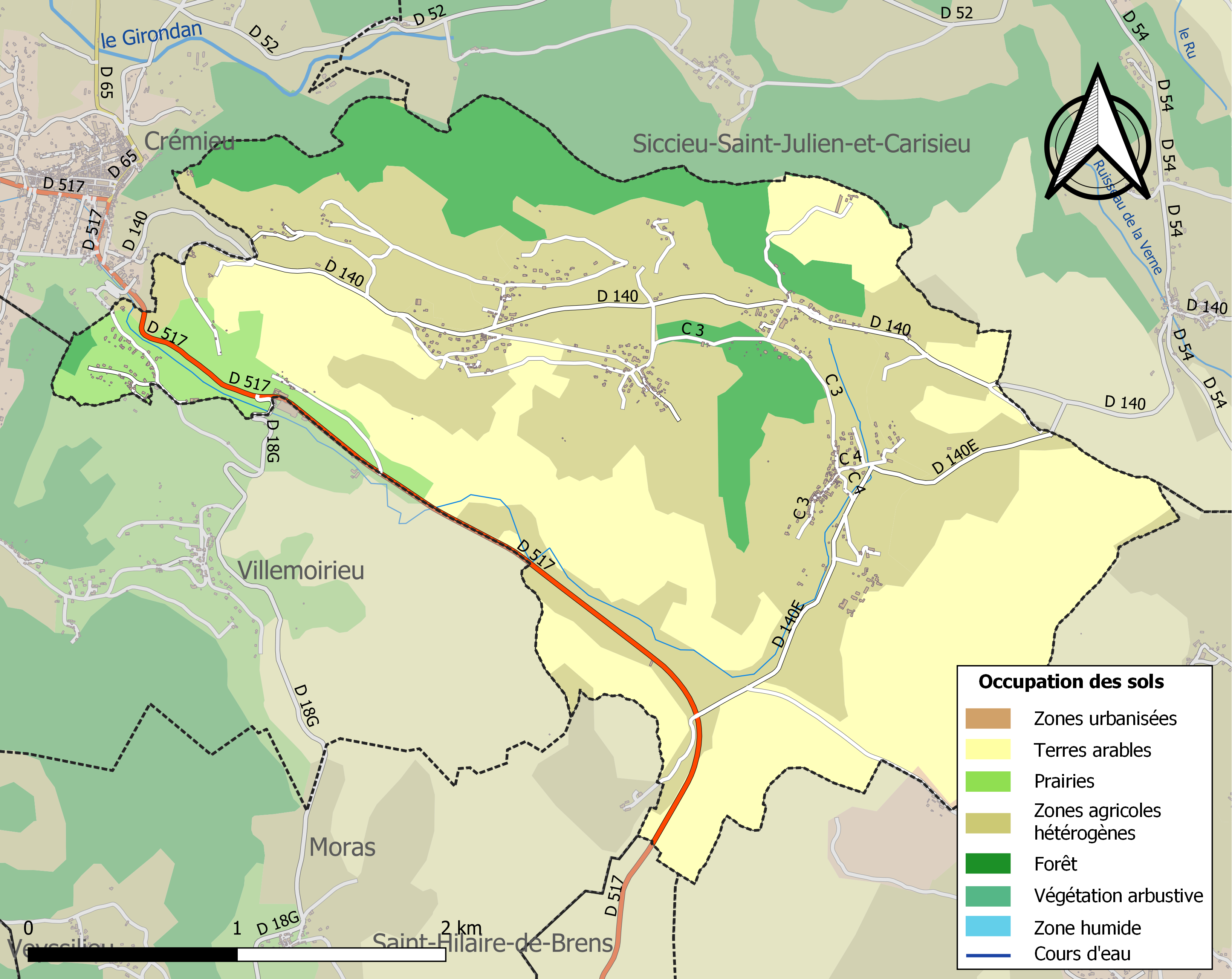
Carte des infrastructures et de l'occupation des sols de la commune en 2018 (CLC).

L'occupation des sols de la commune, telle qu'elle ressort de la base de données européenne d’occupation biophysique des sols Corine Land Cover (CLC), est marquée par l'importance des territoires agricoles (87,2 % en 2018), en augmentation par rapport à 1990 (61 %). La répartition détaillée en 2018 est la suivante : 
zones agricoles hétérogènes (45,2 %), terres arables (37,3 %), forêts (12,6 %), prairies (4,8 %), mines, décharges et chantiers (0,2 %). L'évolution de l’occupation des sols de la commune et de ses infrastructures peut être observée sur les différentes représentations cartographiques du territoire : la carte de Cassini (XVIIIe siècle), la carte d'état-major (1820-1866) et les cartes ou photos aériennes de l'IGN pour la période actuelle (1950 à aujourd'hui).

### Quartiers, hameaux et lieux-dits
Voici, ci-dessous, la liste la plus complète possible des divers hameaux, quartiers et lieux-dits résidentiels urbains comme ruraux, ainsi que les écarts qui composent le territoire de la commune de Dizimieu, présentés selon les références toponymiques fournies par le site géoportail de l'Institut géographique national.
| - Cuinat et Coquier - Chatelard - la Bornadelle - le Pin - Bassignet - la Perrière - la Garenne | - Peyrieu - Mont de Rive - Cufian (plateau) - le Combiau (bois) - la Source aux serpents - la Gagne - Bois du Plat | - Montlouvier - les Tronches - Combe de Fossas - Sigalet - Pré de Vart - Tortu - La Fusa (Gorges) |

### Habitat et logement
En 2020, le nombre total de logements dans la commune était de 378, alors qu'il était de 360 en 2015 et de 265 en 2010.
Parmi ces logements, 85,5 % étaient des résidences principales, 5,8 % des résidences secondaires et 8,7 % des logements vacants. Ces logements étaient pour 95,2 % d'entre eux des maisons individuelles et pour 4,2 % des appartements.
Le tableau ci-dessous présente la typologie des logements à Dizimieu en 2020 en comparaison avec celle de l'Isère et de la France entière. Une caractéristique marquante du parc de logements est ainsi une proportion de résidences secondaires et logements occasionnels (5,8 %) inférieure à celle du département (8,3 %) et  à celle de la France entière (9,7 %). Concernant le statut d'occupation de ces logements, 88,2 % des habitants de la commune sont propriétaires de leur logement (87,9 % en 2015), contre 61,2 % pour l'Isère et 57,5 pour la France entière.
| Typologie                                               | Dizimieu | Isère | France entière |
| ------------------------------------------------------- | -------- | ----- | -------------- |
| Résidences principales (en %)                           | 85,5     | 84    | 82,1           |
| Résidences secondaires et logements occasionnels (en %) | 5,8      | 8,3   | 9,7            |
| Logements vacants (en %)                                | 8,7      | 7,7   | 8,2            |

### Voies de communication et transports

#### Voies routières
Le territoire communal est situé hors des grands axes de circulation. Le bourg est cependant traversé par un axe secondaire, la route départementale 140 (RD 140) qui relie le bourg de Crémieu au village de Carisieu (commune de Siccieu-Saint-Julien-et-Carisieu).
Le territoire est bordé dans sa partie sud par l'ancienne route nationale 517, déclassée en route départementale 517 (RD 517) mais elle ne traverse ni le bourg, ni aucun hameau ou lieu-dit de la commune.

#### Voies ferroviaires
La gare ferroviaire la plus proche de la commune est la gare de Lyon-Saint-Exupéry TGV.
La ville est traversée par l'ancienne ligne du chemin de fer de l'Est de Lyon désaffectée depuis 1987, qui relie Crémieu à Lyon et jadis à Montalieu et Morestel.
Elle a été également desservie entre 1913 et 1937 par la ligne 16 de la compagnie OTL.

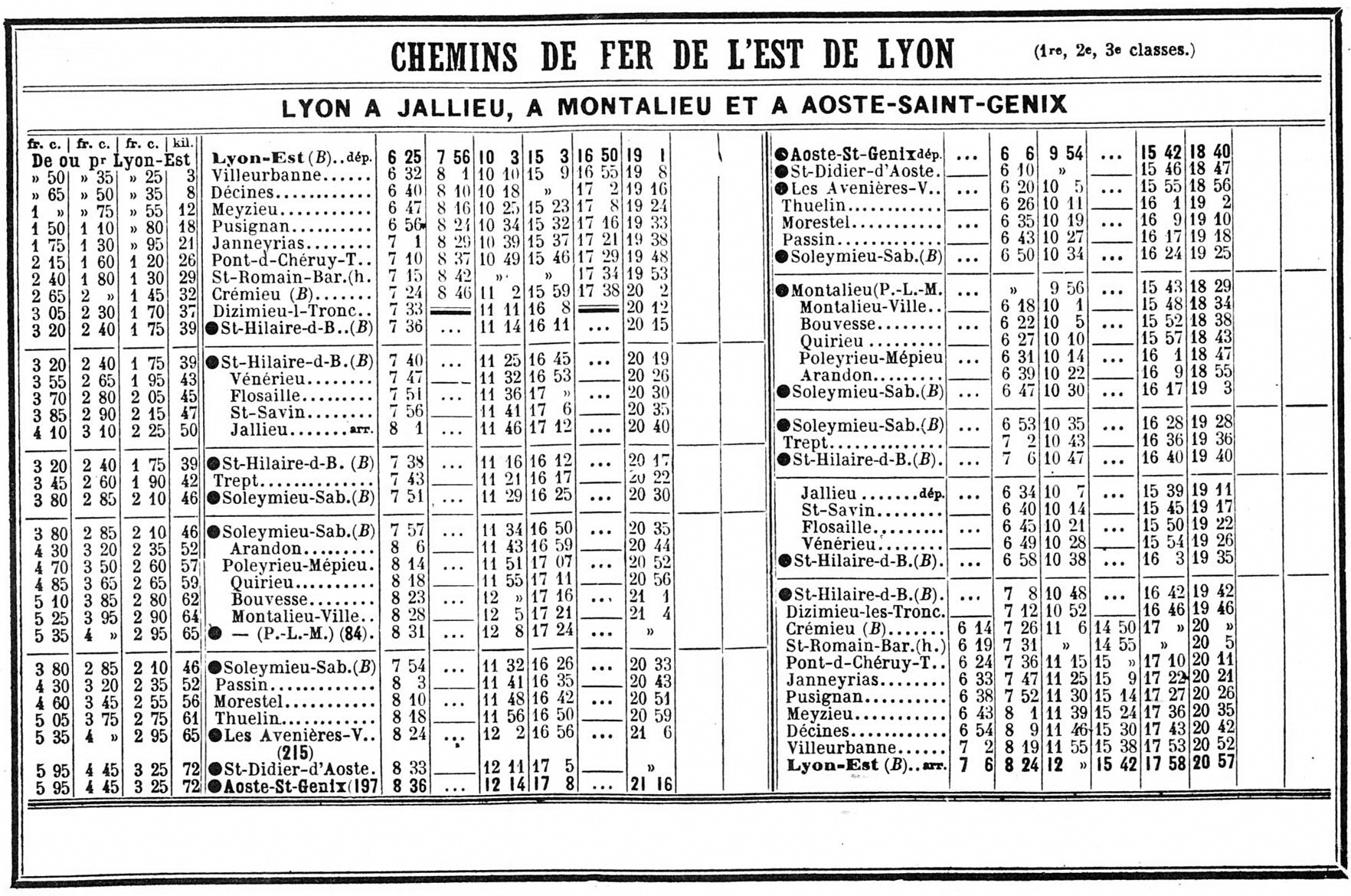
Horaires de l'Est de Lyon en mai 1914

#### Transports publics
La commune est desservie par une ligne d'autocars, qui succède à l'ancien chemin de fer de l'Est de Lyon : 
| Lignes                  | Dessertes                             | Transporteurs |
| ----------------------- | ------------------------------------- | ------------- |
| Ligne Transisère N°1982 | Aoste ↔ Morestel ↔ Dizimieu ↔ Crémieu | VFD           |

### Risques naturels et technologiques
L'ensemble du territoire de la commune de Dizimieu est situé en zone de sismicité n°3 (sur une échelle de 1 à 5), comme la plupart des communes de son secteur géographique.
| Type de zone | Niveau            | Définitions (bâtiment à risque normal) |
| ------------ | ----------------- | -------------------------------------- |
| Zone 3       | Sismicité modérée | accélération = 1,1 m/s2                |

## Toponymie
Ecclesia Decimiaci au IXe siècle, Desimiacum au XIe siècle, Disimeu et Dissimieu au XIVe siècle, Dysimieu puis Dizimieu au XVe siècle. Dizimieu a pour origine le nom d'un domaine gallo-romaine Decimiacum (du latin decimus, « dixième », dérivé avec le suffixe -acum du gentilice Decimius).

## Histoire

### Antiquité
Durant la période antique, le territoire des Allobroges, peuple gaulois, s'étendait sur la plus grande partie des pays qui seront nommés plus tard la Sapaudia, ce « pays des sapins » qui deviendra la Savoie, et le nord de l'Isère.

### Moyen Âge
Le château de Dizimieu est mentionné dès 1345.

### Temps modernes
Le fief de Dizimieu appartenait à la famille Martin dite de Dizimieu. Louis, Hugues et Balathazard de Dizimieu participèrent aux guerres d'Italie. César, comte de Dizimieu fut nommé chevalier de l'ordre du Saint-Esprit par Louis XIII et son fils Jérome de Dizimieu fut gouverneur de Vienne et grand maître des eux et forêts du Dauphiné.

## Politique et administration

### Rattachements administratifs et électoraux

#### Rattachements administratifs
La commune se trouve dans l'arrondissement de La Tour-du-Pin du département de l'Isère.
Elle faisait partie depuis 1801 du canton de Crémieu. Dans le cadre du redécoupage cantonal de 2014 en France, cette circonscription administrative territoriale a disparu, et le canton n'est plus qu'une circonscription électorale.

#### Rattachements électoraux
Pour les élections départementales, la commune fait partie depuis 2014 du canton de Charvieu-Chavagneux
Pour l'élection des députés, elle fait partie de la sixième circonscription de l'Isère.

### Intercommunalité
Dizimieu était membre de la communauté de communes de l'Isle-Crémieu, un établissement public de coopération intercommunale (EPCI) à fiscalité propre créé en 2000 et auquel la commune avait transféré un certain nombre de ses compétences, dans les conditions déterminées par le code général des collectivités territoriales.
Dans le cadre des dispositions de la loi portant nouvelle organisation territoriale de la République du 7 août 2015, qui prévoit que les établissements publics de coopération intercommunale (EPCI) à fiscalité propre doivent avoir un minimum de 15 000 habitants, cette intercommunalité a fusionné avec la communauté de communes du Pays des Couleurs et la communauté de communes Les Balmes Dauphinoises pour former, le 1er janvier 2017, la communauté de communes Les Balcons du Dauphiné, dont est désormais membre la commune.

### Listes des élus
| Période                                  | Période                        | Identité         | Étiquette | Qualité                                                     |
| ---------------------------------------- | ------------------------------ | ---------------- | --------- | ----------------------------------------------------------- |
| Les données manquantes sont à compléter. |                                |                  |           |                                                             |
|                                          |                                |                  |           |                                                             |
| avant 1988                               |                                | Victor Barbier   |           |                                                             |
|                                          |                                |                  |           |                                                             |
| mars 2001                                | mars 2014                      | Pascal Thibaudon |           |                                                             |
| mars 2014                                | juin 2018                      | Daniel Cochet    | SE        | Ingénieur Démissionnaire                                    |
| juin 2018                                | août 2019,                     | Christine Bochet |           | Morte en fonction                                           |
| novembre 2019                            | mai 2020                       | Louis Daïna      |           |                                                             |
| mai 2020,                                | août 2023,                     | Didier Pilon     |           | Professeur de cuisine en lycée professionnel Démissionnaire |
| octobre 2023                             | En cours (au 19 décembre 2023) | Luc Nguyen       |           | Gérant d’une société informatique                           |

## Équipements et services publics

### Enseignement
La commune est rattachée à l'académie de Grenoble.
Les enfants de la commune sont scolarisés avec ceux de Siccieu-Saint-Julien-et-Carisieu dans le cadre d'un regroupement pédagogique intercommunal créé en 1993.

## Population et société

### Démographie
L'évolution du nombre d'habitants est connue à travers les recensements de la population effectués dans la commune depuis 1793. Pour les communes de moins de 10 000 habitants, une enquête de recensement portant sur toute la population est réalisée tous les cinq ans, les populations de référence des années intermédiaires étant quant à elles estimées par interpolation ou extrapolation. Pour la commune, le premier recensement exhaustif entrant dans le cadre du nouveau dispositif a été réalisé en 2004.

En 2022, la commune comptait 818 habitants, en évolution de −2,85 % par rapport à 2016 (Isère : +3,07 %, France hors Mayotte : +2,11 %).
| 1793 | 1800 | 1806 | 1821 | 1831 | 1836 | 1841 | 1846 | 1851 |
| ---- | ---- | ---- | ---- | ---- | ---- | ---- | ---- | ---- |
| 464  | 430  | 475  | 510  | 476  | 490  | 516  | 494  | 490  |

| 1856 | 1861 | 1866 | 1872 | 1876 | 1881 | 1886 | 1891 | 1896 |
| ---- | ---- | ---- | ---- | ---- | ---- | ---- | ---- | ---- |
| 479  | 483  | 443  | 424  | 416  | 413  | 411  | 443  | 410  |

| 1901 | 1906 | 1911 | 1921 | 1926 | 1931 | 1936 | 1946 | 1954 |
| ---- | ---- | ---- | ---- | ---- | ---- | ---- | ---- | ---- |
| 410  | 438  | 397  | 300  | 291  | 246  | 249  | 237  | 235  |

| 1962 | 1968 | 1975 | 1982 | 1990 | 1999 | 2004 | 2006 | 2009 |
| ---- | ---- | ---- | ---- | ---- | ---- | ---- | ---- | ---- |
| 237  | 249  | 238  | 306  | 398  | 496  | 568  | 616  | 606  |

| 2014 | 2019 | 2022 | - | - | - | - | - | - |
| ---- | ---- | ---- | - | - | - | - | - | - |
| 808  | 827  | 818  | - | - | - | - | - | - |

### Médias
Historiquement, le quotidien à grand tirage Le Dauphiné libéré consacre, chaque jour, y compris le dimanche, dans son édition du Nord-Isère, un ou plusieurs articles à l'actualité de la communauté de communes, ainsi que des informations sur les éventuelles manifestations locales, les travaux routiers, et autres événements divers à caractère local.

### Cultes
La communauté catholique et l'église de Dizimieu (propriété de la commune) sont desservies par la paroisse catholique Saint-Martin de l'Isle Crémieu qui elle-même est rattachée au diocèse de Grenoble-Vienne.

## Culture et patrimoine

### Lieux et monuments

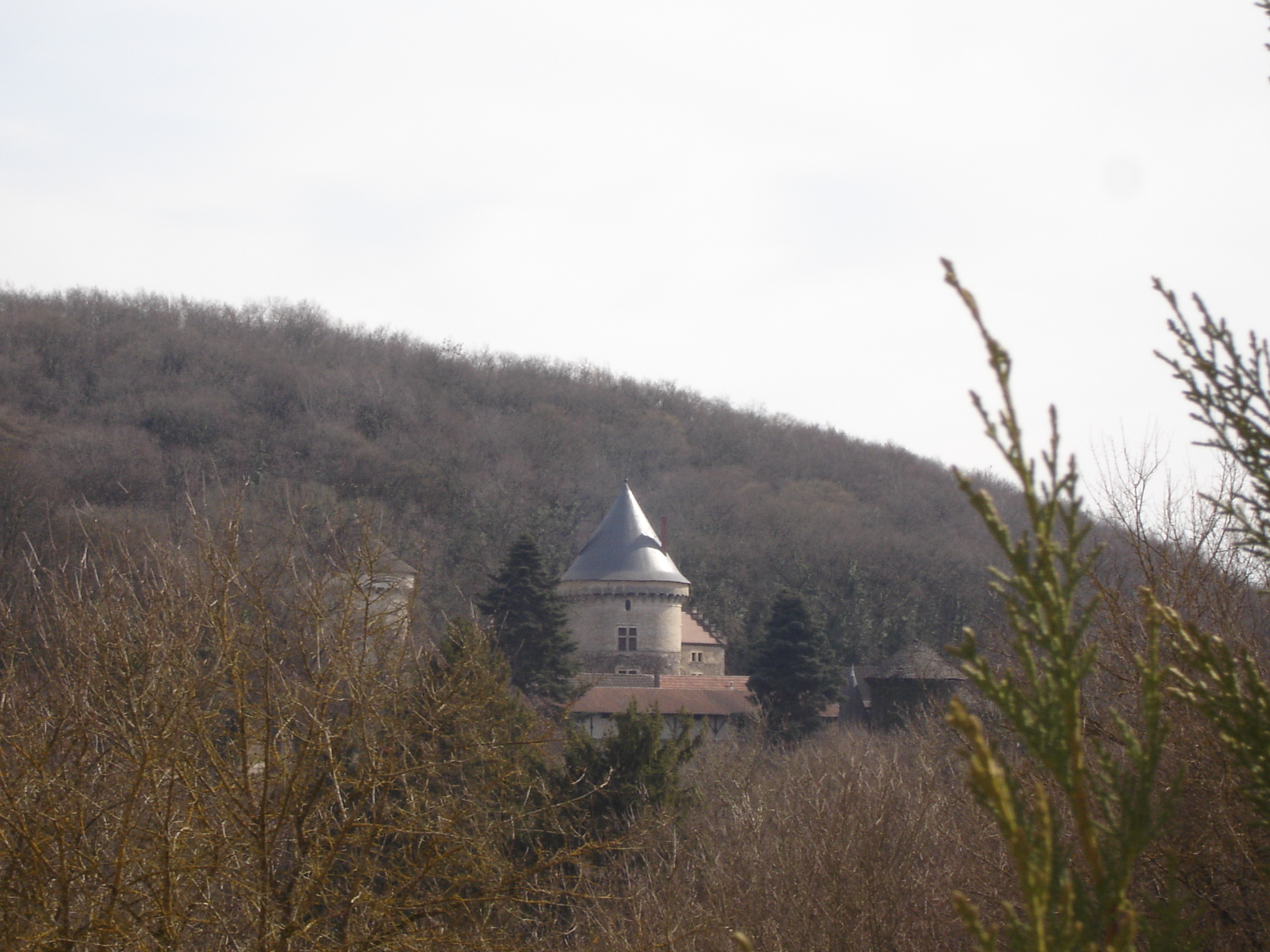
Le donjon du château

- Le  château seigneurial, château fort restauré au XIXe siècle et qui domine le bourg central, fait l'objet d'une inscription partielle au titre des monuments historiques par arrêté du 8 juin 1988 : seuls les deux pavillons d'entrée, la tour à Ouest et la tour à Est sont inscrits[36].

On peut également signaler : 
- Église paroissiale Saint-Martin avec clocher-portail. Elle est inscrite à l'Inventaire général du patrimoine culturel[37].
- Monument aux morts
- Grandes dalles verticales (lauzes), traditionnellement en séparation des parcelles et en bordure des chemins
- Fontaine communale

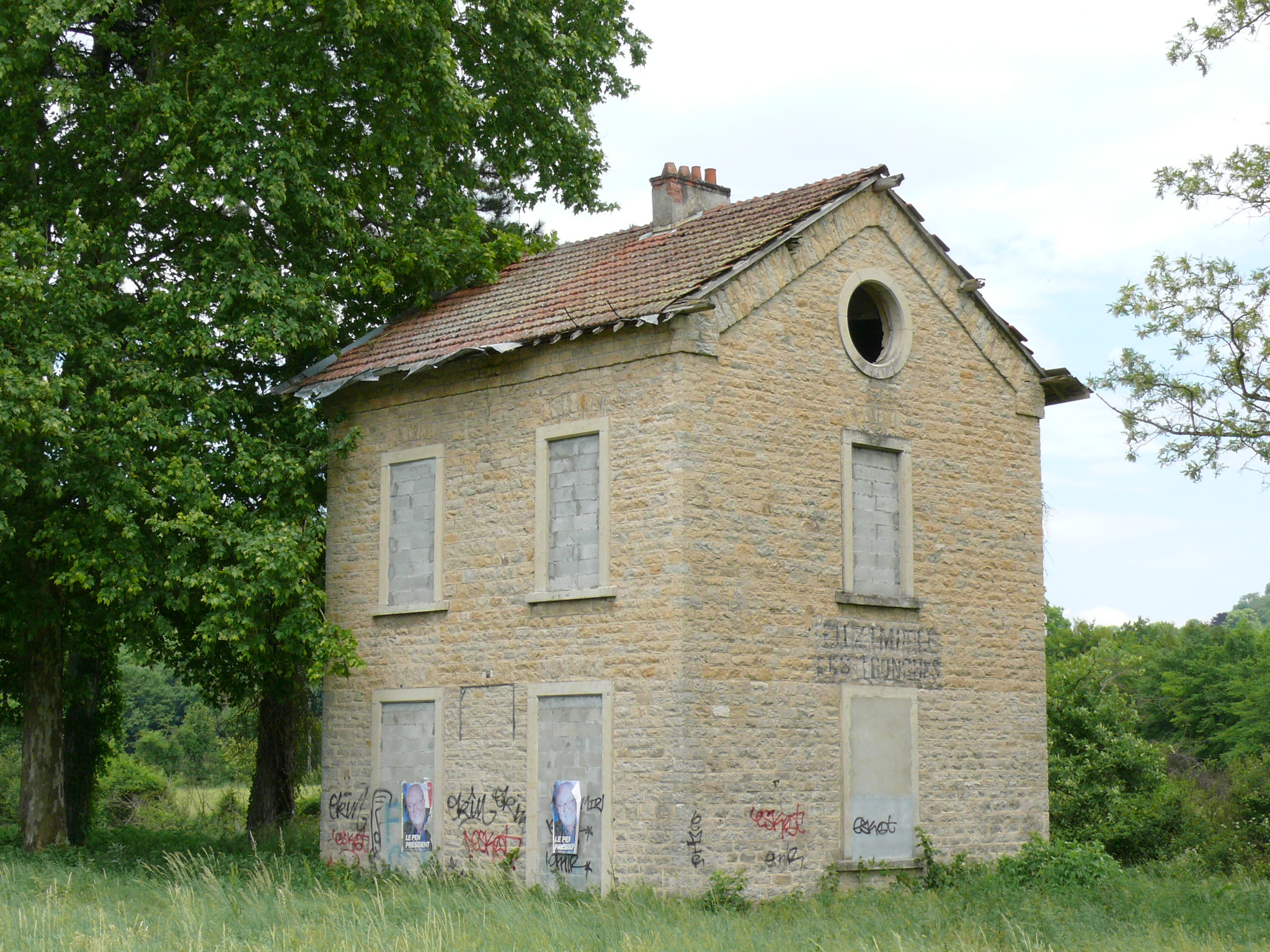
L'ancienne gare de Dizimieu, sur la ligne du Chemin de fer de l'Est de Lyon
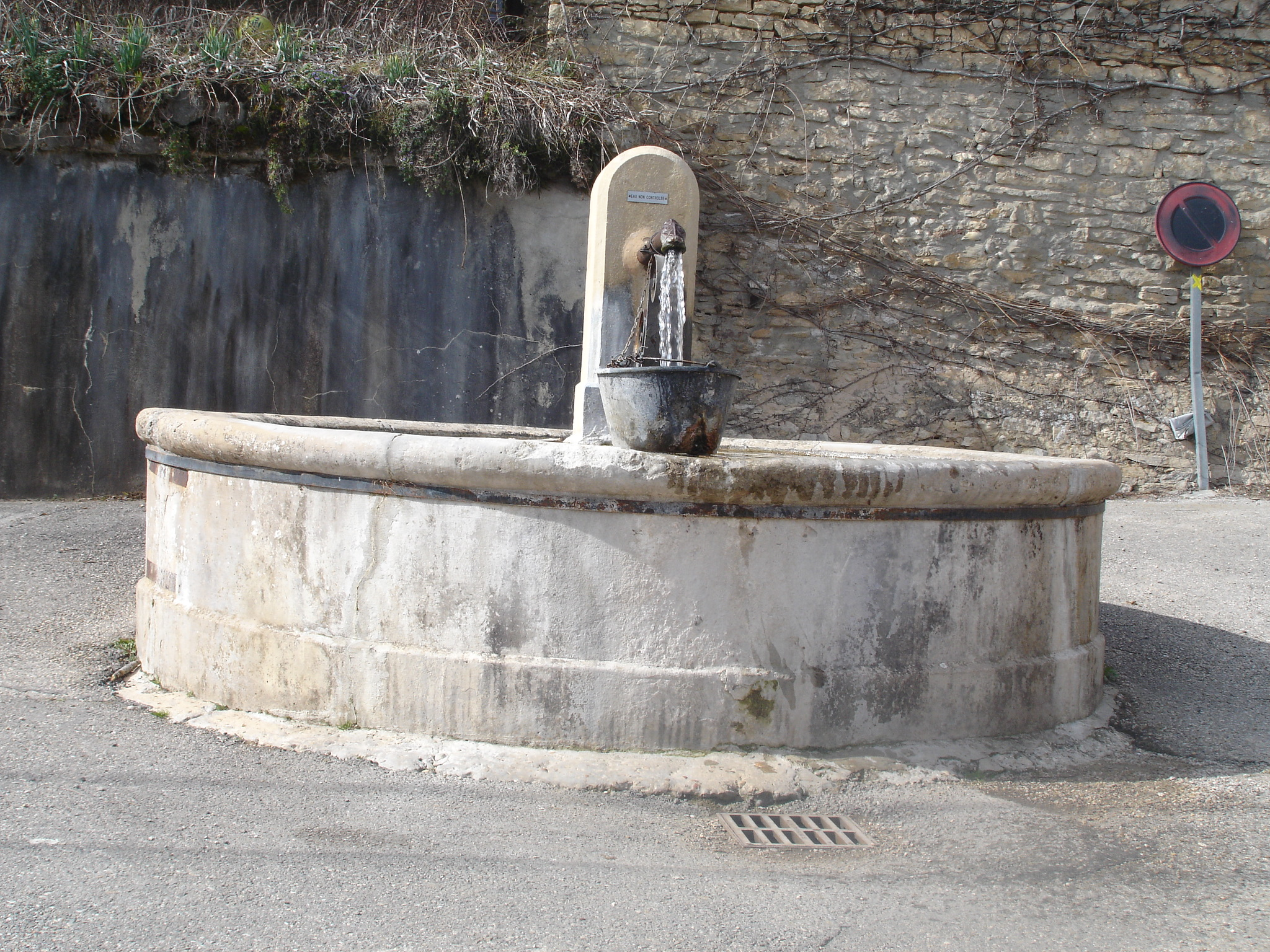
Dizimieu : la fontaine.
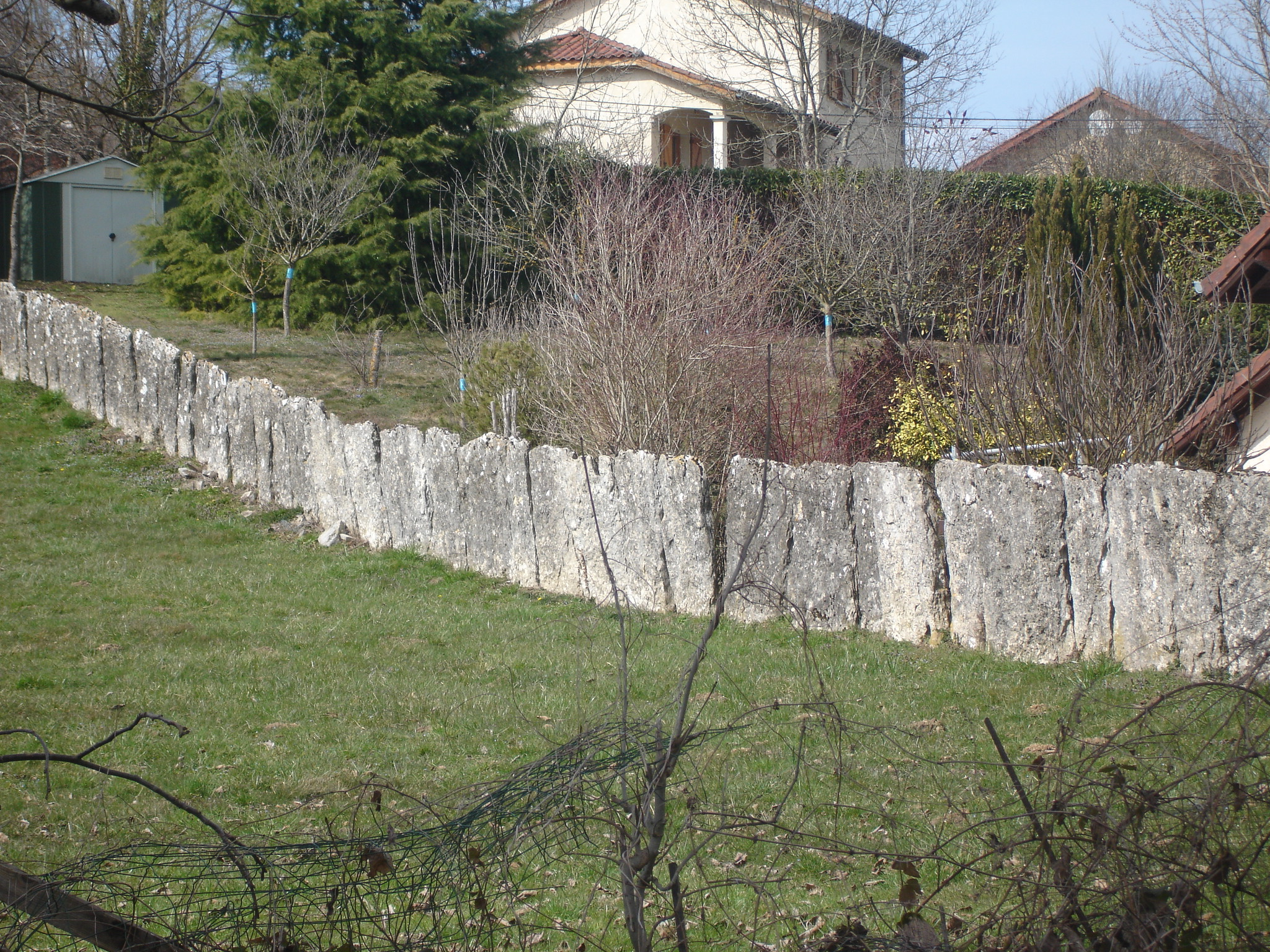
Dizimieu : les lauzes.

### Langue régionale

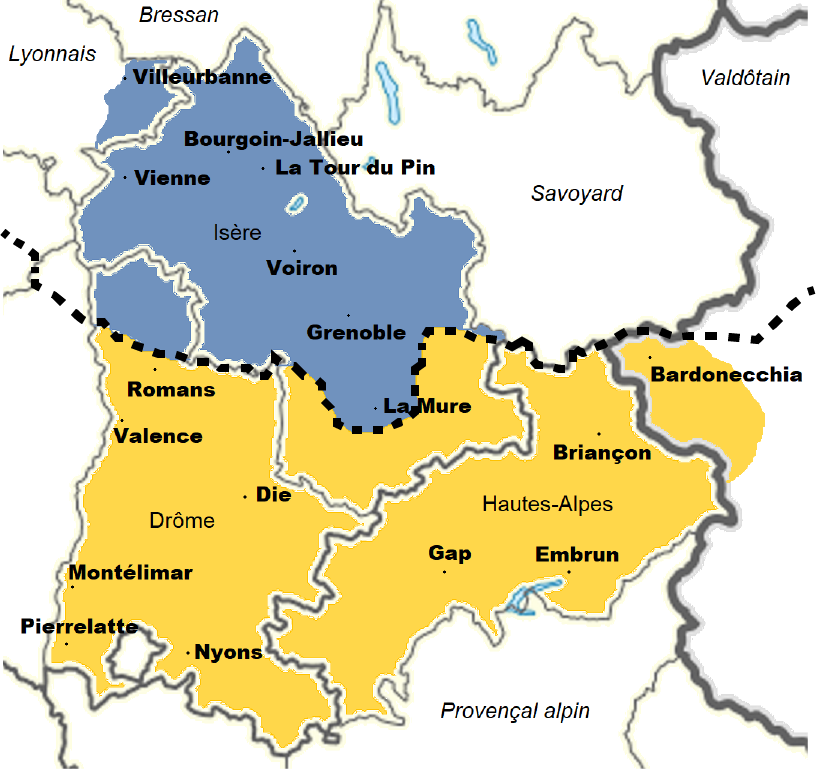
Carte linguistique du Dauphiné : Le dauphinois est un dialecte arpitan parlé dans le nord du Dauphiné

Historiquement, sur le plan linguistique, le territoire de L'Isle Crémieu, de Dizimieu, ainsi que l'ensemble du Nord-Isère, se situe au nord-ouest de l'agglomération grenobloise et à l'est de l'agglomération lyonnaise. Son secteur se situe donc dans la partie centrale du domaine linguistique des patois dauphinois, laquelle appartient au domaine de la langues dite francoprovençal ou arpitan au même titre que les parlers savoyards, vaudois, Valdôtains, bressans et foréziens,.
L'idée du terme, « francoprovençal », attribué à cette langue régionale parlée dans la partie centre-est de la France, différente du français, dit langue d'oil et de l'occitan, dit langue d'oc est l'œuvre du linguiste et patriote italien Graziadio Isaia Ascoli en 1873 qui en a identifié les caractéristiques, notamment dans le Grésivaudan, les pays alpins et la vallée de l'Isère, depuis sa source jusqu'à sa confluence avec le Rhône.

### Personnalités liées à la commune
- Augustin Beaud (1871-1965), militaire et homme politique français, y est né. Il est le promoteur de la première flamme sous l’Arc de triomphe en 1923 et des barrages-réservoirs du bassin de la Seine.

### Héraldique
| Blason de Dizimieu | Blason  | Tiercé en pairle: au 1er d’or au dauphin d’azur, barbé, crêté, oreillé, peautré et lorré de gueules, au 2e de gueules à la rose tigée et feuillée d’argent, au 3e d’azur au coq hardi d’or. |
| Blason de Dizimieu | Détails | Le statut officiel du blason reste à déterminer. |

## Pour approfondir